# Anderson Esiti
Anderson Esiti, né le 24 mai 1994 à Warri au Nigeria, est un footballeur international nigérian. Il évolue actuellement à Ferencváros TC au poste de milieu défensif.

## Biographie

### En club

#### GD Estoril Praia (2014-2016)
Il joue cinq matchs en Ligue Europa avec le club de l'Estoril Praia.

### En équipe nationale
Il reçoit sa première sélection en équipe du Nigeria le 13 juin 2015, contre le Tchad (victoire 2-0). Ce match rentre dans le cadre des éliminatoires de la Coupe d'Afrique des nations 2017.